# Richard Gendall

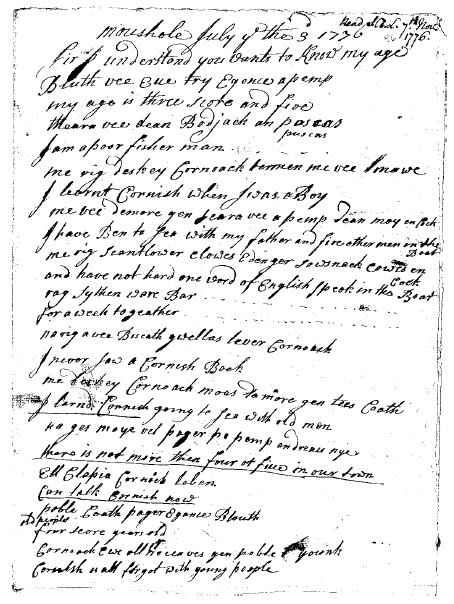
Lettera di William Bodinar (1776), esempio di lingua tardo-cornica, che ha fornito le basi al progetto linguistico di Richard Gendall.

Richard Roscow Morris Gendall, detto Dick (Penzance, 12 aprile 1924 – Liskeard, 12 settembre 2017), è stato un linguista, scrittore e musicista britannico, tra i massimi esperti della lingua cornica e della letteratura cornica moderna.

## Biografia
Conosciuto anche con il nome d'arte bardico di Gelvinak, è noto soprattutto per essere stato il creatore del Curnoack Nowedga (Cornico moderno o Cornico neo-tardo) a partire dal 1986. Mentre prima di lui i revivalisti si ispiravano al cornico medievale, Gendall preferì rifarsi agli ultimi scritti in cornico del XVII e del XVIII secolo, in particolare a Nicholas Boson. Prima del 1986 Gendall scrisse sempre le proprie poesie nel tradizionale cornico "unificato"; per il quale pubblicò anche un metodo pratico di apprendimento (Kernewek Bew - Living Cornish, 1972), nel quale però cercò di inserire sfumature più moderne. Ha collaborato con l'Università di Exeter.
Ha scritto poesie in lingua cornica, pubblicate sotto il suo nome d'arte (Gelvynak). Fu per anni il direttore delle riviste An Lef (La voce), poi An Lef Kernewek (La voce cornica, 1952-1984) e Hedhyw (Oggi, 1956-1961); e più di recente dei bollettini Teer ha Tavaz (Terra e lingua) e An Garrack (La roccia), per l'apprendimento della lingua. È stato anche musicista folk e autore di testi di canzoni; ha inciso molti dischi con la cantante Brenda Wootton ("Gwylan Gwavas" [Il gabbiano di Newlyn], 1928-1994).
Ha fondato l'associazione Teer ha Tavas (Terra e lingua), poi il Cussel an Tavas Kernuak (Consiglio della lingua cornica), per la promozione della propria varietà di lingua, per l'organizzazione di corsi della lingua e l'edizione di libri sul cornico e in cornico.

## Opere
- Kernewek Bew - Living Cornish, 1972
- The Pronunciation of Cornish, Teere ha Tavaz, Mahunyes/Menheniot 1991
- A Students' Grammar of Modern Cornish, Cussel an Tavaz Kernuack, Mahunyes/Menheniot 1991
- 1000 Years of Cornish (Second Edition), Teere ha Tavaz, Mahunyes/Menheniot 1994
- Dictionary of Modern Cornish, Teere ha Tavaz, Mahunyes/Menheniot, 1992 (2nd ed. 1997)
- Tavaz a Ragadazow - The Language of my Forefathers, Teer Ha Tavaz, Mahunyes/Menheniot 2000
- Practical Modern Cornish, Teer ha Tavaz, Mahunyes/Menheniot 2003
- The Language of our Cornish Forefathers, Cornish Language Partnership 2009